# Кубіталія чорна
Кубіталія чорна (Cubitalia morio) — вид комах з родини Apidae. Один із 8 видів середземноморсько-середньоазійського роду Cubitalia, один із 2 представників роду [також C. tristis (Morawitz, 1876)] у фауні України. Запилювач рослин родини шорстколисті (Boraginaceae).

## Морфологічні ознаки
Довжина тіла 16-18 мм. Передні крила з двома однаковими за розміром субмаргінальними комірками, темно забарвлені. Самиця: голова, груди по боках і знизу та черевце опушені чорними волосками. Верх грудей яскраво-коричневий. Запушення внутрішньої сторони 1-го членика задньої лапки темно-коричневе. Черевце дуже блискуче, майже поліроване. Самець: мандибули довгі, серпоподібні, перехрещуються далеко від вершини. Нижньощелепні полапки чотирьохчленикові, довгі. Наличник в нижній частині загинається назад. Голова вкрита жовто-коричневими волосками, які на боках значно світліші. Запушення грудей та 1-го тергуму жовто-коричневе. Решта тергумів майже повністю чорна.

## Поширення
Північно-середземноморсько-понтійський степовий вид. Поширений локально на степових схилах передгір'я Кавказу, у Туреччині, Греції, на Балканах, на захід до Югославії.
В Україні відомий із Криму. Дуже рідкісний вид, реєструються лише поодинокі екземпляри.

## Особливості біології
Генерація однорічна. Дорослі особини зустрічаються з кінця квітня до початку липня. Антофіл. Припускається, що вид є оліголектом на рослинах роду Onosma (Boraginaceae), в тому числі занесених до Червоної книги України. Один екземпляр був зареєстрований на квітках іншого виду шорстколистих — Anchusa leptophylla Roem. et Schult. Гніздування не відоме. Інші досліджені види триби Eucerini викопують гнізда у землі, де будують вертикально орієнтовані комірки, куди запасають пилково-нектарний корм рідкої консистенції, на який відкладається одне яйце.

## Загрози та охорона
Зникає внаслідок скорочення площ цілинних степових, крейдяних ділянок; випасання, особливо кіз та овець, застосування пестицидів.
Окремо в Україні не охороняється. Необхідне створення заказників на степових схилах із багатою мелітофільною рослинністю в місцях знаходження виду.